# Nattens syn
Nattens syn er en kortfilm instrueret af Anne Hjort efter eget manuskript.

## Handling
Vi drømmer alle. Freud kaldte drømmene for kongevejen til det ubevidste. Drømmene gør os opmærksomme på vores skyggesider og ubrugte muligheder. Vi kan lære af vores drømme og lære at tolke vore individuelle drømmesymboler. Og Jung taler om de universelle symboler. Filmen er en personlig undersøgelse af drømmenes betydning i vores liv. En række mennesker fortæller om deres drømme og fortolker dem, mens billedsiden udforsker havet, månen, natterytteren og symbolladede urlandskaber.